# Slavija
Slavija je drama Antona Bonaventure Jegliča, ki je izšla leta 1870 v letopisu Matice slovenske.

## Obnova

### Osebe
- Slavija
- Pogum, Veran, Prostin, njeni sinovi.
- Tevton.
- Germania.
- Zvitež.
- Hlimbež.
- Device, vojaki, jetniki.

### 1. dejanje
Slavija toži na bojišču: mirno so živeli v pravem raju, pa jih je napadel prevzetni sosed... Tedaj se iz množice mrtvih dvignejo njeni trije sinovi; prisežejo, da bodo navdušili mladi zarod za boj - napočil bo dan maščevanja in plačila za današnje gorje! - Na bojišče pride zmagoviti Tevton, ki se mu Hlimbež in Zvitež na vso moč prilizujeta, poln nadutosti se hvali, do ima samo on pravico do liberalnosti, »pildunge« (= omike) in kulture, Slavija naj ga občuduje in se zadovolji z drobtinicami z njegove mize. Pripeljejo ujetnike, ki prosijo za milost; Tevton Jim da na izbiro: smrt ali boj zoper lastno mater Slavijo, ki mu jo morajo pripeljati v verigah! Tudi Tevtonova žena Germania ne bo srečna, dokler ne bo Slavije ponižala v svojo sužnjo. Odidejo slavit zmago in skorajšnji konec osovražene Slavije. Sinovi bodrijo obupano mater: oborožili in opogumili bodo ljudstvo, do se bodo vrnili dnevi zlate svobode!

### 2. dejanje
Slavija s sinovi roti nebeške moči za pomoč. Prošnjo je uslišana, z neba priplavajo tri device, ki Slaviji podarijo venec Ved in Umetnosti, prstan Bratovske ljubezni in zvezdo Prostosti; če bo vse troje gojila in čuvala, bo njeno ljudstvo mogočno in bo poneslo med svet pravo omiko in svobodo. Slavija s sinovi srečna sprejme poslanstvo, ki bo svetu prineslo novo dobo, ter na čelu ljudstva krene v boj, nad njimi pa zaščitniško plahutajo nebeške device z obljubami zmage in večne sreče. - Boj je srečno končan, pred Slavijin prestol pripeljejo ujete sovražnike, ki trepetajo od strahu. Tedaj Slavija pokaže, kako se ona maščuje: odpusti jim, če bodo le zavrgli orožje, tj. vojno, sovraštvo in izkoriščanje, in se odločili za pravo omiko, tj. za resnico in pravico. Oba rodova naj živita v miru in naj med seboj tekmujeta le na poti do prosvete, ki je obči blagor. Tevton hvaležno priseže, da se bo ravnal po modrosti in volji blage vladarice. – A če se vse lahko odpusti, se izdajstvo ne more. Tisti, ki so prodali lastno mater, so izvržki, obsojeni na pokoro v najbolj oddaljenih, pustih krajih. Če se bomo zmeraj bojevali za pravico, za vse, kar je lepo in blago in pravo, bomo imeli raj na zemlji!